# Кинофестиваль в Авориазе 1990 года
XVIII Международный фестиваль фантастического кино в Авориазе (фр. Le 18eme edition du Festival international du film fantastique d'Avoriaz) проходил во Французских Альпах 13—21 января 1990 года.

## Жюри
- Джерри Шатцберг (Jerry Schatzberg) — президент
- Ришар Берри (Richard Berry)
- Ив Буассе (Yves Boisset)
- Жюльен Клер (Julien Clerc)
- Ларри Коллинз (Larry Collins)
- Уэс Крэйвен (Wes Craven)
- Жерар Ди-Маччо (Gérard Di-Maccio)
- Пьер Мале (Pierre Malet)
- Маша Мерил (Macha Méril)
- Клэр Надо (Claire Nadeau)
- Карел Рейш (Karel Reisz)
- Режис Варнье (Régis Wargnier)
- Жорж Волински (Georges Wolinski)

## Лауреаты
- Гран-при по разделу «фантастика»: «Я — безумец» (I, Madman), США, 1989, режиссёр Тибор Такач
- Гран-при по разделу «странные фильмы»: «Жена керосинщика», СССР, 1989, режиссёр Александр Кайдановский
- Приз за лучшие спецэффекты: «Левиафан» (Leviathan), США, 1989, режиссёр Джордж Пан Косматос
- Приз зрительских симпатий: «Кладбище домашних животных» (Pet Sematary), США, 1989, режиссёр Мэри Ламберт
- Специальный приз жюри": « Место встречи» (Sabirni centar), Югославия, 1989, режиссёр Горан Маркович
- Приз критики": «Место встречи» (Sabirni centar), Югославия, 1989, режиссёр Горан Маркович
- Приз Совета по звуку и свету (Prix de la C.S.T.): «Смертельный случай» (Les Poissons morts), Австрия, 1989, режиссёр Микаэл Синек